# Pressió venosa central
La pressió venosa central (PVC), descriu la pressió de la sang en la vena cava superior, prop de l'aurícula dreta del cor. La PVC reflecteix la quantitat de sang que torna al cor i la capacitat del cor per bombar la sang cap al sistema arterial: la pressió venosa central determina la precàrrega ventricular.
La pressió venosa central és important perquè defineix la pressió d'ompliment del ventricle dret i, per tant, determina el volum sistòlic d'ejecció, d'acord amb el mecanisme de Frank-Starling. El volum sistòlic d'ejecció (VS, en anglès stroke volume o SV), és el volum de sang que bombeja el cor en cada batec, fonamental per assegurar el correcte aportació de sang a tots els teixits del cos. El mecanisme de Frank-Starling estableix que un augment en el retorn venós (la quantitat de sang que arriba per les venes caves a l'aurícula dreta) produeix un augment de la precàrrega ventricular (simplificat, el volum d'ompliment del ventricle esquerre), i això genera un increment en el volum sistòlic d'ejecció.

## Volum de sang venosa i distensibilitat
Entre els diferents factors que poden fer variar la PVC, tenim:
- El cabal cardíac (en anglès, Cardiac output) o flux cardíac: D = VS x FC (VS: volum sistòlic d'ejecció; FC: freqüència cardíaca), en condicions normals D = 70 ml/batec x 75 batecs/min ≈ 5 L/min;
- L'activitat respiratòria;
- La contracció dels músculs esquelètics (sobretot els abdominals i els músculs de les cames);
- El to vasoconstrictor del sistema simpàtic;
- La gravetat.

Tots aquests factors determinen la pressió venosa central (Ap V), modificant bé el volum sanguini (ΔV V) o la distensibilitat (D V, en anglès, compliance) del sistema venós, d'acord amb l'equació:
{\displaystyle {\Delta }P_{V}={\frac {{\Delta }V_{V}}{D_{V}}}}
Segons aquesta equació, un augment en el volum de sang venosa augmenta la pressió venosa, en una quantitat que depèn de la distensibilitat del sistema venós. A més, un descens en la distensibilitat (com passa per exemple si es produeix una activació del sistema simpàtic sobre les venes) augmenta la pressió venosa.
La relació entre el volum venós i la pressió no és lineal: el pendent de la corba de distensibilitat (Ap/ΔV) és major a pressions i volums baixos, i és menor a pressions i volums alts (és una corba logarítmica). Això és perquè, a baixes pressions, una vena de grans dimensions es col·lapsa (es tanca). A mesura que augmenta la pressió, la vena adquireix una forma més cilíndrica. Fins que no s'arriba a una forma cilíndrica, les parets de la vena no estan sota tensió. Per això, a baixes pressions, canvis petits en la pressió poden produir grans canvis en el volum a causa de canvis en la geometria de la vena, sense produir tensió a la paret. A pressions majors, quan la vena té forma cilíndrica, un augment de la pressió només pot produir un canvi de volum estirant la paret de la vena, que presenta una resistència a l'estirament a causa de l'estructura i la composició d'aquesta. Per això, a pressions altes, la distensibilitat de les venes és menor.
Si les venes estan sota l'acció del sistema simpàtic, presentaran una contracció general, el que produeix un canvi global en la relació pressió/volum: la corba de distensibilitat serà més baixa, perquè caldran pressions majors per produir el mateix canvi de volum. Segons això, veiem que la pressió venosa pot variar per modificacions en el volum de sang venosa o en la distensibilitat del sistema venós. Per això, la PVC pot augmentar per raó de:
1. Un descens del cabal cardíac: si disminueix la freqüència cardíaca (bradicàrdia) o el volum sistòlic, augmenta el volum de sang venosa (ja que es bomba menys sang en la circulació arterial), per la qual cosa augmenta la PVC.
2. Augment en el volum sanguini total, com passa si es produeix fallada renal o per activació del sistema renina-angiotensina-aldosterona.

1. Constricció venosa (reducció de la distensibilitat), produïda per activació del sistema simpàtic o per substàncies vasoconstrictores circulants (catecolamina, angiotensina-II ...), que produeix una disminució de la distensibilitat.
2. Un canvi del volum sanguini en el compartiment venós toràcic. Ocorre quan una persona passa de posició dreta a estirada o asseguda, a causa dels efectes de la gravetat.
3. Dilatació arterial, quan disminueix el to simpàtic o quan algunes drogues augmenten el flux des de les artèries a les venes, augmentant el volum venós.
4. Una expiració forçada, sobretot contra una alta resistència (com passa durant la maniobra de Valsalva), que causa una compressió de la vena cava inferior en augmentar la pressió intrapleural.
5. Contracció muscular rítmica, sobretot de les extremitats i l'abdomen: això produeix una compressió de les venes, que redueix la seva distensibilitat funcional, i força la sang a entrar al compartiment toràcic.

### Efecte de la gravetat sobre la PVC
La gravetat té un efecte significatiu sobre la PVC, a causa de la distensibilitat del sistema venós. Quan una persona passa de posició estesa a posició de peu, la sang s'acumula en les extremitats inferiors de forma passiva, i com la distensibilitat del sistema venós és més gran que la del sistema arterial, una major quantitat de sang s'acumula en el compartiment venós de les extremitats inferiors. Com a conseqüència, el volum de sang en el compartiment venós toràcic disminueix, i la PVC disminueix també. En disminuir la PVC, disminueix el volum sistòlic i la pressió arterial. Si la pressió arterial (Pa) sistèmica cau per sota de 20 mmHg, aquesta situació es denomina hipotensió ortostàtica o postural. Per aquesta raó, algunes persones poden sentir mareig o tenir un síncope (pèrdua transitòria de la consciència). En condicions normals, hi ha reflexos baroreceptors que s'activen quan disminueix la Pa per restablir els seus valors normals, mitjançant la vasoconstricció perifèrica (és a dir, disminuint la distensibilidad) i l'estimulació cardíaca (augmentant la freqüència i la inotropia).

### Efecte de l'activitat respiratòria sobre la PVC
El retorn de la sang venosa des de la vena cava inferior a nivell abdominal fins l'aurícula dreta depèn de la diferència de pressió entre la vena cava abdominal i la pressió a l'interior de l'aurícula dreta, així com la resistència al flux, que ve determinat pel diàmetre del la vena cava inferior en el tòrax. Per tant, un augment de la pressió en l'aurícula dreta disminuirà el retorn venós, i viceversa. Com s'ha indicat, una variació en el retorn venós produeix una modificació del volum sistòlic d'ejecció, d'acord amb el mecanisme de Frank-Starling.
La pressió en l'aurícula dreta i en la vena cava toràcica depenen de la pressió intrapleural, que és la pressió que hi ha entre la paret del tòrax i els pulmons, de valor generalment negatiu (subatmosféric). Durant la inspiració, la cavitat toràcica i els pulmons s'expandeixen, ja que la paret toràcica s'expandeix i el diafragma baixa. Això produeix que la pressió intrapleural es torni més negativa, el que produeix que els pulmons, el cor i la vena cava toràcica s'expandeixin, i disminueix la pressió a l'interior de tots ells. Com la pressió de l'aurícula dreta disminueix durant la inspiració, el gradient de pressió entre la vena cava abdominal i l'aurícula dreta augmenta, la qual cosa impulsa la sang cap a l'aurícula dreta (es produeix un efecte de succió), per la qual cosa augmenta el volum d'ejecció del ventricle dret, cap a la circulació pulmonar. D'altra banda, encara que l'aurícula i el ventricle esquerre també augmenten de volum durant la inspiració, els pulmons en expansió i la vasculatura pulmonar funcionen com un reservori (augmenta el volum de sang pulmonar), de manera que l'ompliment del ventricle esquerre no augmenta durant la inspiració.
Durant l'espiració, però, es produeix l'efecte contrari: el volum de la cavitat toràcica disminueix, perquè la paret toràcica es retreu i el diafragma puja. Això produeix un augment de la pressió intrapleural, que provoca una disminució del volum dels pulmons, el cor i la vena cava toràcica. Per això, la sang acumulada en el reservori pulmonar durant la inspiració és forçada a passar de la vasculatura pulmonar cap a l'aurícula i el ventricle esquerre, el que augmenta l'ompliment ventricular esquerre i el volum sistòlic d'ejecció cap a la artèria aorta. Per tant, l'efecte net de la respiració és que un augment de la taxa i la profunditat de la respiració augmenta el retorn venós i el cabal cardíac.
Si una persona exhala de forma forçada amb la glotis tancada (com en la maniobra de Valsalva), es produeix un gran augment en la pressió intra-pleural que impedeix el retorn venós a l'aurícula dreta, perquè es produeix el col·lapse de la vena cava toràcica, la qual cosa augmenta dramàticament la resistència al retorn venós. Això produeix un descens en el volum sistòlic d'ejecció. Canvis similars ocorren quan una persona fa força quan té un moviment intestinal (durant la defecació) o quan una persona eleva un gran pes contenint la respiració.

### Bombament en el múscul esquelètic
Les venes (sobretot en les extremitats) contenen vàlvules d'una sola direcció, que permeten el pas de la sang en direcció al cor però impedeixen el moviment invers. Les venes profundes en les extremitats inferiors estan envoltades de múscul esquelètic, de manera que quan el múscul es contreu, les venes es comprimeixen, augmentant la pressió venosa, que obre les vàlvules localitzades cap amunt i tanca les vàlvules cap avall. Aquest sistema funciona com un mecanisme de bombeig de la sang cap al cor, que facilita el retorn venós durant l'exercici i quan una persona roman de peu, contrarestant l'efecte de la gravetat, i evitant l'acumulació excessiva de sang als peus. Quan les vàlvules esdevenen incompetents, com passa si les venes es dilaten (varius), el sistema de bombament deixa de ser eficaç. Això produeix un augment del volum venós en les extremitats afectades, que augmenta la pressió en els capil·lars i pot generar edema.